# تلمبه شهید بهشتی
تلمبه شهید بهشتی، یک منطقه مسکونی از توابع بخش نگار، شهرستان بردسیر در استان کرمان ایران است.

## جمعیت
این روستا در دهستان نارپ قرار دارد و براساس سرشماری مرکز آمار ایران در سال ۱۳۹۵، جمعیت آن ۹۸ نفر (۳۶ خانوار) بوده‌است.